# 青森県立柏木農業高等学校
青森県立柏木農業高等学校（あおもりけんりつ かしわぎのうぎょうこうとうがっこう, 英: Aomori Prefectural Kashiwagi Agricultural High School）は、青森県平川市荒田上駒田に所在する公立の農業高等学校。

## 概要
歴史
1926年（大正15年）創立の「柏木町農学校」を前身とする。数回の改称を経て1948年（昭和23年）の学制改革により新制の農業高等学校となった。かつては定時制課程も設置されていたが1980年（昭和55年）に廃止され、現在では全日制課程4学科の構成となっている。
設置課程・学科
全日制課程 4学科
- 生物生産科
- 環境工学科
- 食品科学科
- 生活科学科

校訓
「誠実・勤勉・公正」
校章
校名の「柏」にちなみ、柏の葉を背景にして中央に「農高」の文字（縦書き）を置いている。
校歌
作詞は土井晩翠による。

## 沿革
前史
- 1901年（明治34年）10月19日 - 「柏木町村他四ヶ村組合立柏木町高等小学校」が創立される。

旧制・農業学校時代
- 1925年（大正14年）10月10日 - 柏木町高等小学校が廃止され、組合立柏木町農学校設置の件を決議。
- 1926年（大正15年）
  - 2月12日 -  農学校の設立が認可される。
  - 4月8日 - 「柏木町他四ヶ村組合立柏木町農学校」が開校。
    - 校訓（誠実・勤勉・謙譲）および校歌は旧・柏木町高等小学校のものを継承。
- 1928年（昭和3年）3月8日 - 青森県に移管され、「青森県立柏木町農学校」に改称。
- 1929年（昭和4年）4月10日 - 男子部に園芸科を新設。
- 1931年（昭和6年）10月1日 - 寄宿舎を新設し、「光風寮」と命名。
- 1932年（昭和7年）3月31日 - 男子園芸科を廃止。
- 1937年（昭和12年）2月13日 - 「青森県立柏木農学校」と改称。
- 1941年（昭和16年）- 当時の校長の以降により、校訓を「誠実・勤勉・公正」に改定（謙譲を公正に変更）。
- 1942年（昭和17年）3月21日 - 入学資格および修業年限を変更し、乙種の農学校から甲種の農学校となる。
- 1943年（昭和18年）
  - 4月1日 - 実業学校令が廃止され、中等学校令が施行される。
    - 旧制中学校や高等女学校と同等とされ、入学資格を国民学校初等科を修了した12歳以上の児童で、修業年限を4年とする。

  - 8月14日 - 「青森県立柏木農業学校」と改称。
- 1944年（昭和19年）- 勤労動員が開始。
- 1945年（昭和20年）
  - 4月1日 - 学校での授業が停止される。ただし勤労動員は継続される。
  - 8月 - 終戦。
  - 9月 - 授業を再開。
- 1946年（昭和21年）4月1日 - 修業年限を5年とする（4年修了時点で卒業することもできた）。
- 1947年（昭和22年）4月1日 - 学制改革（六・三制の実施）が行われる。
  - 農業学校の募集を停止。
  - 新制中学校を併設し（名称:青森県立柏木農業学校併設中学校、以下・併設中学校）、農業学校1・2年修了者を新制中学2・3年生として収容。
  - 併設中学校は経過措置としてあくまで暫定的に設置されたため、新たに生徒募集は行われず、在校生が2・3年生のみの中学校であった。
  - 農業学校3・4年修了者はそのまま在籍し、4・5年生となった（ただし4年修了時点で卒業することもできた）。

新制・農業高等学校
- 1948年（昭和23年）
  - 4月1日 - 学制改革（六・三・三制の実施）により、農業学校が廃止され、新制高等学校「青森県立柏木農業高等学校」が発足。
    - 農業学校卒業者（5年修了者）を新制高校3年生、農業学校4年修了者を新制高校2年生、併設中学校卒業者（3年修了者）を新制高校1年生として収容。
    - 併設中学校を継承（名称:青森県立柏木農業高等学校併設中学校）し、在校生が1946年（昭和21年）に農業学校へ最後に入学した3年生のみとなる。
    - 通常制農業課程を設置。

  - 5月11日 - 定時制農業課程を設置。
- 1949年（昭和24年）
  - 3月31日 - 併設中学校を廃止。
  - 4月1日 - 高校三原則に基づき、通常制普通課程を設置。
  - 5月7日 - 女子別科を設置。
- 1954年（昭和29年）3月29日 - 地元関係町村PTA・同窓会からの寄付で校地を拡張。
- 1955年（昭和30年）11月30日 - 新校舎（第1棟）が完成。
- 1956年（昭和31年）
  - 5月11日 - 平賀町大火により旧校舎を焼失。
  - 8月25日 - 第2棟が完成。
- 1957年（昭和32年）
  - 3月9日 - 産業振興施設として農産加工室が完成。
  - 10月30日 - 第3棟が完成。
  - 11月30日 - 体育館が完成。
- 1960年（昭和35年）3月26日 - 農業管理室と生徒宿泊室が完成。
- 1961年（昭和36年）
  - 3月31日 - 通常制の別科を廃止。
  - 4月1日 - 農村家庭科を設置。
- 1962年（昭和37年）
  - 3月29日 - 作物畜産実習室が完成。
  - 11月26日 - 農業機械科実習室が完成。
  - 12月17日 - 体育館を増築。
- 1963年（昭和38年）
  - 3月14日 - 農業機械科を設置。農村家庭科を生活科と改称。
  - 3月29日 - 家畜舎が完成。
  - 3月31日 - 普通課程を廃止。
  - 11月4日 - 第4棟が完成。
- 1965年（昭和40年）
  - 3月25日 - 尾上校舎・体育館が尾上町より寄付される。
  - 3月30日 - 農業土木科を設置。
- 1969年（昭和44年）3月11日 - 平賀町の寄付により定時制教室が完成。
- 1977年（昭和52年）4月30日 - 柏農山荘が大鰐スキー場に完成。
- 1979年（昭和54年）12月10日 - 新校舎（第一期工事）が完了。
- 1980年（昭和55年）
  - 3月25日 - 第5種陸上競技場公認グラウンド、野球場が完成。
  - 3月31日 - 定時制課程を廃止。
  - 4月1日 - 園芸科・造園科を設置。
  - 5月30日 - 第2体育館と部室が寄付される。
  - 6月26日 - 新校舎へ移転。
  - 6月30日 - 柏農会館（同窓会館）が完成。
  - 10月7日 - 平賀校舎の使用を終了。
- 1981年（昭和56年）
  - 3月24日 - 尾上校舎の使用を終了。
  - この年 - 校舎（実習棟2棟を含む）、屋外部室、駐輪場が完成。
- 1982年（昭和57年）4月28日 - 旧校舎跡地に建学の碑が完成。
- 1985年（昭和60年）11月28日 - 校門が完成。
- 1986年（昭和61年）
  - 6月23日 - バイオテクノロジー機器を導入。
  - 9月19日 - 創立60周年を記念して柏農の森づくり（庭園等の整備）が完成。
- 1987年（昭和62年）12月26日 - コンピュータ実習設備が完成。
- 1988年（昭和63年）3月25日 - 創立60周年を記念してロータリー庭園・憩の森・和庭園・洋庭園が寄付される。
- 1989年（平成元年）4月1日 - 学科再編成により、環境緑地科・農業経済科・生活科学科を設置。生活科・農業土木科・造園科の募集を停止。
- 1990年（平成2年）
  - 1月18日 - バイテク順化温室Aが完成。
  - 3月20日 - ワープロ実習設備が完成。
  - 4月1日 - 学科再編成により園芸科学科を設置。園芸科の募集を停止。
  - 7月31日 - 屋外部室を焼失。
- 1991年（平成3年）3月14日 - 高等学校家庭科男女必修研究指定校となる。（2年間）
- 1995年（平成7年）
  - 4月1日 - この時の入学生から制服を改定。
  - 9月10日 - 創立70周年を記念して柏農山荘の増改築、柏農の森の整備等が行われる。
- 1996年（平成8年）3月12日 - バイテク順化温室Bが完成。
- 1998年（平成10年）5月12日 - 運輸大臣より第一種自動車整備士養成施設に指定される。
- 1999年（平成11年）
  - 4月1日 - 学科再編により、農業科学科と食品科学科を設置。農業科・園芸科学科・農業経済科の募集を停止。
  - 5月17日 - 自動車分解整備事業の認証を受ける。
- 2000年（平成12年）1月31日 - 介護実習室が完成。
- 2001年（平成13年）3月22日 - 食品製造実習棟が完成。
- 2002年（平成14年）から2003年（平成15年）にかけて校舎の改修を実施。
- 2005年（平成17年）
  - 10月31日 - 創立80周年を記念して柏農会館の改修、グラウンドへの照明設備等の設置、柏農ねぷた等が行われる。
  - 12月25日 - 柔剣道場が完成し、「志峰館」と命名。
- 2008年（平成20年）4月1日 - 学科再編を行い、生物生産科・環境工学科を設置。農業科学科・農業機械科・環境緑地科の募集を停止。
- 2010年（平成22年）3月31日 - 農業科学科・農業機械科・環境緑地科を廃止。
- 2011年（平成23年）
  - 3月2日 - 農業機械実習棟の耐震補強工事を完了。
  - 7月1日 - 平成23年度地球温暖化対策技術開発等開発事業を採択。
- 2012年（平成24年）- 第1体育館と第2体育館、普通教室棟の耐震補強工事を完了。

## 著名な出身者
- 須藤かすみ - 民謡歌手（第54代青森県民謡王座、日本民間放送連盟賞テレビエンターテイメント番組部門最優秀賞）
- 青森伸 - 声優

## 周辺
- 平賀幼稚園
- 青森県道13号大鰐浪岡線
- 引座川
- 弘南鉄道弘南線柏農高校前駅
- 弘前地区消防事務組合平川消防署

## アクセス
- 弘南鉄道弘南線柏農高校前駅から、徒歩約830m・約14分。
- 平川市役所から、車で約3.1km・約6分。